# Muhammad Ali vs. Ernie Terrell
Muhammad Ali vs. Ernie Terrell fue un combate de boxeo profesional disputado el 6 de febrero de 1967 para el Campeonato de Peso Pesado de la AMB y el CMB. La pelea fue de 15 asaltos, ganando Ali por decisión unánime.

## Escenario
Antes de la pelea, Terrell se burló de Ali refiriéndose a él por su anterior nombre "Cassius Clay". Durante una entrevista previa a la pelea en los estudios ABC, se produjo un altercado físico entre los dos debido a las burlas de Terrell, en las que Ali se refirió a Terrell como "Tío Tom".

## La pelea
Ali se burló de Terrell durante la pelea y lo golpeó fuertemente, pero se negó a  noquearlo. En el transcurso de la pelea, Ali le preguntó a Terrell "¿Cuál es mi nombre?". Dos de los Jueces anotaron el combate 148-137 y el otro 148-133 a favor de Ali.

## Secuelas
Esta actuación fue vista como cruel e hizo a Ali impopular entre los fanáticos del boxeo.

## Cartelera
Combates confirmados:

## Emisión
La pelea fue transmitida en vivo a través de la televisión de circuito cerrado paga en lugares y teatros selectos de los Estados Unidos. La pelea también tuvo una transmisión en vivo a través de la televisión de pago por visión en Hartford.